# Ergasilus boleophthalmi
Ergasilus boleophthalmi is een eenoogkreeftjessoort uit de familie van de Ergasilidae. De wetenschappelijke naam van de soort is voor het eerst geldig gepubliceerd in 2011 door Adday & Ali.